# Powieka

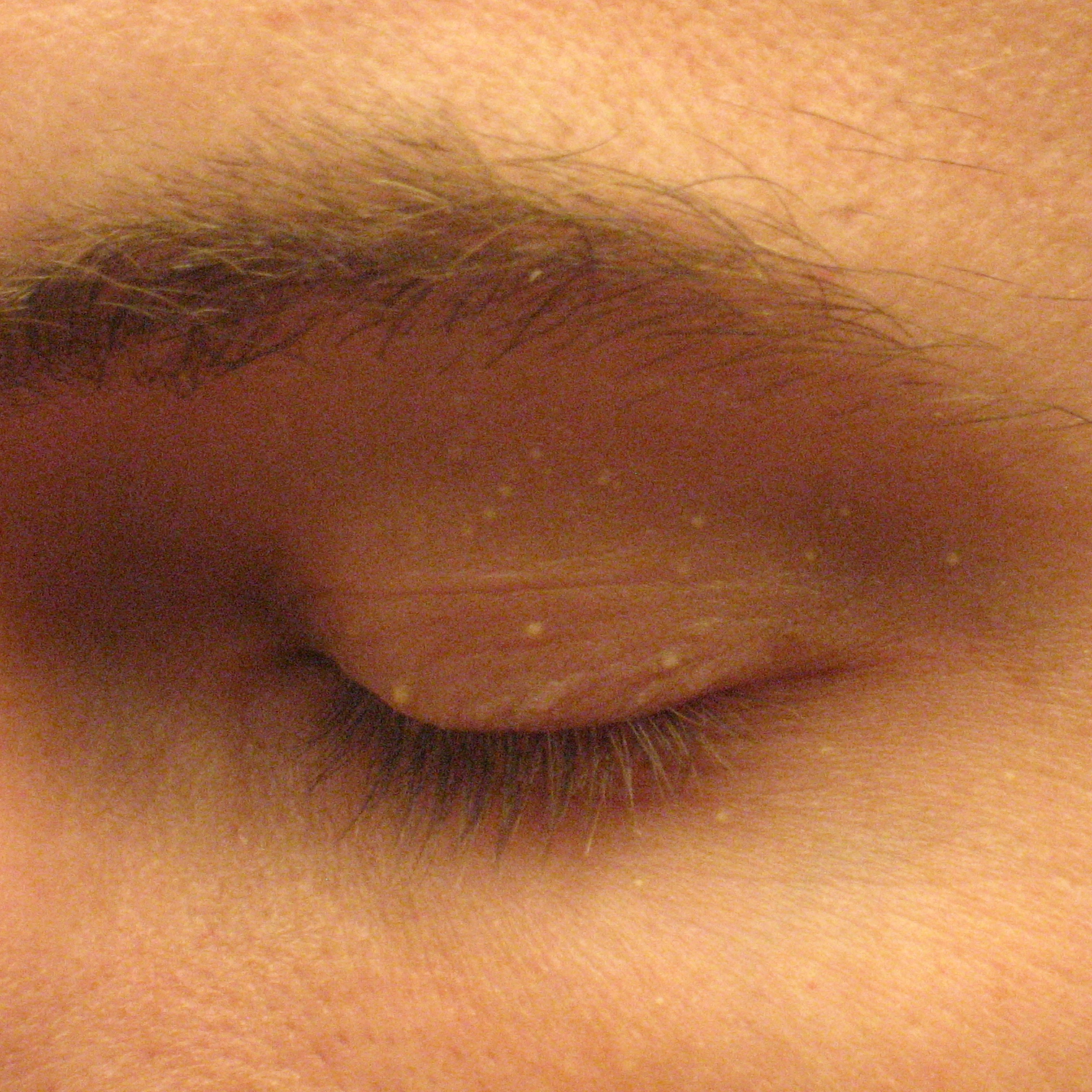
Ludzka powieka

Powieka (łac. palpebra) – występujący u kręgowców ruchomy, umięśniony fałd skórny okrywający i chroniący oko. 
Do powieki górnej przyczepia się ścięgno mięśnia dźwigacza powieki górnej, który odpowiada za jej ruchy.

## Budowa histologiczna
Warstwy podczas kierowania się od przodu ku tyłowi:
- skóra
- mięsień okrężny oka
- tarczka
- spojówka.

Strukturą utrzymującą prawidłowy szkielet powieki jest tarczka (łac. tarsus), czyli płytka o grubości około 1 mm zbudowana z tkanki łącznej włóknistej. W jej wnętrzu znajdują się gruczoły łojowe i gruczoły potowe, których wydzielina uchodzi na brzeg powieki. Tarczka powieki górnej jest większa niż dolnej.
Od strony wewnętrznej powieka wysłana jest spojówką. Z brzegu występują krótkie, sztywne włosy ułożone w 2 lub 3 rzędy – rzęsy – do których torebek uchodzą ujścia wspomnianych gruczołów.
Obecna po stronie przyśrodkowej wyniosłość (tzw. brodawka łzowa) to miejsce ujścia kanalika łzowego (zobacz też: aparat łzowy).

## Funkcja
Powieki stanowią ochronę gałki ocznej przed urazami i regulują dopływ światła do oka. Ich funkcją jest również rozprowadzanie na powierzchni gałki ocznej cieczy łzowej.
Dotknięcie spojówki powoduje powstanie odruchu spojówkowego zamykającego powieki (łuk odruchowy – część dośrodkowa to nerw oczny, natomiast odśrodkowa to nerw twarzowy). 

## Schorzenia i leczenie
W przypadku niedomykalności powiek (szpary powiekowej) spowodowanej porażeniem nerwu twarzowego sprawdzoną metodą leczenia jest obciążenie powieki górnej implantem ze złota.